# 巴拿马市海滩 (佛罗里达州)
巴拿马市海滩（英語：Panama City Beach），是美国佛罗里达州下属的一座城市。建立于1977年。面积约为18.2平方公里（约合7平方英里）。根据2010年美国人口普查，该市有人口12,018人。论人口在本州排行第147。